# Bornholmervalsen
"Bornholmervalsen" er en dansk sang fra 1959, der indgår i familiefilmen Far til fire på Bornholm, hvor den synges af Ib Mossin.
Sangen er komponeret af Sven Gyldmark, mens Erik Leth har skrevet teksten. Sangen er en hyldest til Bornholm, der beskrives som en dejlig ferieø, hvor pigerne er kønne.
Rederiet BornholmerFærgen, der gennem en årrække besejlede færgeruterne til Rønne, spillede sangen ved ankomsten til Bornholm.